# Bernhard Ruetz (Richter)
Bernhard Ruetz  (* 1950 in Rottweil; † 28. Dezember 2008) war ein deutscher Richter.

## Leben
Ruetz wurde 1986 an der Eberhard Karls Universität Tübingen zum Doktor der Rechte promoviert. Ab 1999 war er Vorsitzender Richter am Landgericht Tübingen. Zuletzt war er Vizepräsident des Landgerichts Hechingen.
Am 26. Juli 2007 wurde Ruetz mit 114 von 115 Stimmen vom Landtag von Baden-Württemberg als Nachfolger von Michael Hund zum stellvertretenden Richter am Staatsgerichtshof für das Land Baden-Württemberg gewählt. Er hatte das Amt bis zu seinem Tod inne. Zu seinem Nachfolger wurde Heinz Wöstmann gewählt.

## Werke
- Der Schutz des Zeugen bei drohender Selbstbezichtigung unter besonderer Berücksichtigung der praktischen Schwierigkeiten bei der Handhabung der §§ 55, 56 StPO, Heidelberg 1986.

| Personendaten    | Personendaten     |
| ---------------- | ----------------- |
| NAME             | Ruetz, Bernhard   |
| KURZBESCHREIBUNG | deutscher Richter |
| GEBURTSDATUM     | 1950              |
| GEBURTSORT       | Rottweil          |
| STERBEDATUM      | 28. Dezember 2008 |